# レディーマーメイド/エイヤサ!ブラザー/海岸清掃男子
「レディーマーメイド/エイヤサ!ブラザー/海岸清掃男子」（レディーマーメイド/エイヤサ!ブラザー/かいがんせいそうだんし）は、2013年8月7日にアップフロントワークスから発売されたダイヤレディー・メロウクアッド・HI-FINによるトリプルA面シングル。

## リリース
- SATOUMI movement内で結成された、菅谷梨沙子（Berryz工房）、鈴木愛理（℃-ute）によるユニット『ダイヤレディー』、徳永千奈美・夏焼雅（Berryz工房）、矢島舞美・岡井千聖（℃-ute）によるユニット『メロウクアッド』、生田衣梨奈・石田亜佑美（モーニング娘。）、中島早貴・萩原舞（℃-ute）、福田花音（スマイレージ）によるユニット『HI-FIN』[注釈 1]の3組[2]によるスプリット・シングル。
- 同年7月27日より開催されたハロー!プロジェクトのコンサートツアー「Hello! Project 2013 SUMMER COOL HELLO！」オリックス劇場公演より先行販売[3]。
- リリースに先駆けて、同年7月20日より『レディーマーメイド』が[4]、また7月27日より『エイヤサ!ブラザー』『海岸清掃男子』が各音楽配信サイトにて先行配信された[5]。

## 収録曲
| #  | タイトル                             | 作詞       | 作曲                 | 編曲       | 歌             | 時間 |
| -- | ------------------------------------ | ---------- | -------------------- | ---------- | -------------- | ---- |
| 1. | 「レディーマーメイド」               | 角田崇徳   | 中島卓偉             | 木之下慶行 | ダイヤレディー | 4:31 |
| 2. | 「エイヤサ!ブラザー」                | もりちよこ | 多喜紅葉・楠木エミリ | Buzz Coen  | メロウクアッド | 3:40 |
| 3. | 「海岸清掃男子」                     | もりちよこ | 加藤裕介             | 加藤裕介   | HI-FIN         | 4:03 |
| 4. | 「レディーマーメイド」(Instrumental) |            |                      |            |                | 4:31 |
| 5. | 「エイヤサ!ブラザー」(Instrumental)  |            |                      |            |                | 3:40 |
| 6. | 「海岸清掃男子」(Instrumental)       |            |                      |            |                | 4:03 |

## リリース日一覧
| 地域 | リリース日   | レーベル       | 規格           | カタログ番号 |
| ---- | ------------ | -------------- | -------------- | ------------ |
| 日本 | 2013年8月7日 | UP-FRONT WORKS | CD（シングル） | UFCW-1068    |